# Кераско
Кераско (итал. Cherasco) је насеље у Италији у округу Кунео, региону Пијемонт.
Према процени из 2011. у насељу је живело 3406 становника. Насеље се налази на надморској висини од 289 м.

## Становништво
| 1936. | 1951. | 1961. | 1971. | 1981. | 1991. | 2001. | 2011. |
| ----- | ----- | ----- | ----- | ----- | ----- | ----- | ----- |
| 8.388 | 7.716 | 6.359 | 6.052 | 6.254 | 6.503 | 7.208 | 8.652 |